# César Baldaccini
César Baldaccini (Marsella, 1 de enero de 1921 - París, 6 de diciembre de 1998) fue un destacado escultor francés; generalmente se le conoce como César.

## Biografía
Nació de padre italianos de clase trabajadora en el barrio de la Belle-de-Mai, en Marsella. Estudió en la Escuela de Bellas Artes de Marsella entre 1935 y 1939 y luego en la de París (1943-1948). Comenzó a hacer esculturas soldando restos de metal en 1952. Se ganó un nombre con esculturas de insectos, varias clases de animales y desnudos. Su primera exposición individual se celebró en la Galería Lucien Durand de París en 1954.
Se casó con Rosine y tuvieron una hija, Anna. Falleció en París en diciembre de 1998. Después de su muerte hubo una amplia disputa sobre su testamento entre su viuda e hija, por un lado, y Stéphanie Busuttil, su compañera al tiempo de su muerte, por otro.

## Obra

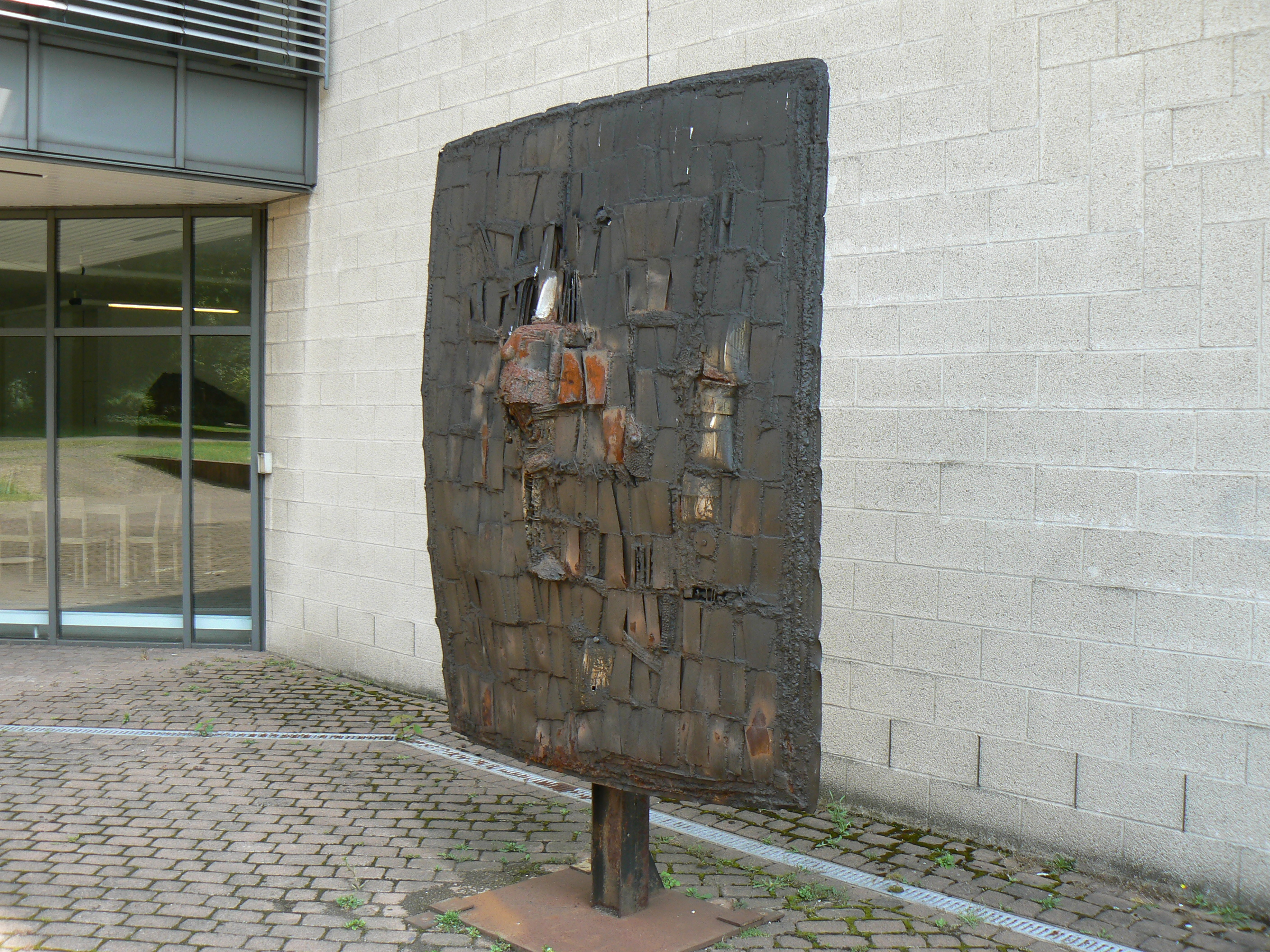
Escultura El hombre de Figanieres (1964) de César en Duisburg, Alemania

Estuvo en primera línea del movimiento Nuevo realismo con sus radicales compresiones (automóviles compactados, metal descartado, o basura), expansiones (esculturas de espuma de poliuretano), y representaciones fantásticas de animales e insectos.
Inicialmente usó metal soldado pero, a partir de 1960 experimentó con "compresiones" realizadas con una máquina hidráulica. Para aplastar y comprimir escogió coches, mezclando elementos de vehículos de diferente color. De esta manera podía controlar la superficie y el esquema de color de la pieza. Más tarde, ese mismo año, se unió a los Nouveaux Réalistes (Nuevos realistas) con Arman, Klein, Martial Raysse, Jean Tinguely, Pierre Restany y otros que encontraron su inspiración en la vida urbana.
A partir de 1965 trabajó con plástico, primero con moldes de plástico de huellas humanas, y luego a partir de 1966 vertiendo poliuretano al que se permitía expandir y solidificar ("expansiones").
Es el creador del trofeo César du cinéma que premia a los mejores del cine francés.